# Tokelau
Tokelau – terytorium zależne Nowej Zelandii, położone na trzech atolach koralowych, należących do archipelagu wysp Tokelau.

## Geografia
Tokelau obejmuje grupę wysp składającą się z trzech atoli koralowych: Atafu, Nukunonu i Fakaofo. Czwarta wyspa archipelagu Tokelau, Swains, należy do Samoa Amerykańskiego. Wyspy leżą mniej więcej w połowie drogi między Hawajami a Nową Zelandią, w pasie tajfunów. Nie posiadają żadnych portów morskich, lotnisk.
Wysepki te założone są na bazaltowych stożkach wulkanicznych wieku kredowego, które w czwartorzędzie przykryte zostały osadami wapiennymi. Gleby są bardzo ubogie, porośnięte pandanem i roślinnością krzaczastą. Na Tokelau panuje klimat tropikalny, pozostający pod wpływem pasatu południowo-wschodniego. Średnia roczna temperatura kształtuje się w granicach 28 °C przy sumie opadów 3000–4500 mm.
Do 2011 linia zmiany daty oddzielała Tokelau, położone w przybliżeniu między 171 a 172 stopniem długości geograficznej zachodniej, od wysp Nowej Zelandii – między 167 a 178 stopniem długości wschodniej. Obowiązująca na wyspach Tokelau strefa czasowa (UTC-11) różniła się o dokładnie całą dobę od letniej strefy czasowej Nowej Zelandii (UTC+13). Ze względu na trudności, jakie powodowała ta sytuacja, w grudniu 2011 Tokelau zmieniło strefę czasową na UTC+13 (pomijając w kalendarzu dzień 30 grudnia).

## Ustrój polityczny
Głową państwa jest król brytyjski Karol III, w którego imieniu władzę sprawuje administrator, mianowany przez nowozelandzkiego ministra spraw zagranicznych a będący równocześnie wysokim komisarzem (ambasadorem) Nowej Zelandii w Samoa.
Władzę wykonawczą sprawuje rząd, którego szefem (Ulu o Tokelau, Head of Government) jest Siopili Perez. Przewodniczy on radzie na którą składa się trzech przedstawicieli, po jednym z każdego atolu. Ponadto funkcjonuje lokalny parlament, którego członkowie wybierani są przez Rady Starszych (Taupulega) każdego z atoli. Rady Starszych wybierane są co 3 lata w wyborach powszechnych.

## Podział administracyjny
Tokelau administracyjnie dzieli się na trzy atole, na których czele stoją wodzowie. Podział na atole, rządzone przez dynastycznych wodzów (zwanych aliki), został zniesiony w 1916 roku przez władze brytyjskie. Restytucja funkcji wodza, zwanego obecnie Faipule, czyli „szefem rady”, i wybieranego na kadencje, nastąpiła na przełomie lat 80. i 90. (w 1987 na atolu Fakaofo i Atafu, w 1990 na atolu Nukunonu).

## Historia
Tokelau zostało pierwotnie zasiedlone przez Polinezyjczyków migrujących z sąsiednich wysp Oceanii.
W 1765 odkrył, dla Europejczyków, wyspę Atafu brytyjski żeglarz John Byron (dziadek poety, lorda Byrona).
W 1877 Wielka Brytania ustanowiła protektorat nad Wyspami Tokelau, włączając je w 1916 do brytyjskiej kolonii Wyspy Gilberta i Lagunowe. W 1925 Brytyjczycy przekazali wyspy pod administrację nowozelandzką. W latach 1926–1948 terytorium było zarządzane z Samoa Zachodniego (wówczas terytorium powierniczego Nowej Zelandii). Terytorium jest nadal zarządzane przez Nową Zelandię na mocy Tokelau Act z 1948 (z poprawkami z 1963 i 1999). Do 1979 do wysp roszczenia zgłaszały Stany Zjednoczone, które w 1925 roku anektowały wyspę Swains, wchodzącą w skład wysp Tokelau. W 1979 został podpisany traktat między Nową Zelandią a Stanami Zjednoczonymi (traktat ten Nowa Zelandia ratyfikowała w 1981, a Stany Zjednoczone w 1983), na mocy którego Stany Zjednoczone uznały zwierzchność Nowej Zelandii nad trzema wyspami tworzącymi obecnie terytorium Tokelau, Nowa Zelandia uznała zaś aneksję przez Stany Zjednoczone wyspy Swains. Dokumentu tego nie uznają jednak lokalne władze Tokelau, uważające, że wyspa stanowi część Tokelau, a przez USA administrowana jest bezprawnie (w propozycji konstytucji z 2006 wymieniono cztery atole wchodzące w skład terytorium).
Nowa Zelandia zajmuje się sprawami obronności terytorium. Równocześnie mieszkańcy Tokelau rozwijają swoje własne instytucje, przygotowują konstytucję oraz zmierzają do zmiany ich statusu na rzecz wolnego stowarzyszenia z Nową Zelandią, tak jak to uczyniło Niue.
W dniach 11–15 lutego 2006 odbyło się referendum w sprawie przyznania wyspom szerokiej autonomii (analogicznej do tej jaką mają nowozelandzkie Wyspy Cooka i Niue), wyniki ogłoszono 16 lutego. Oddano 581 ważnych głosów, z czego 349 było za zmianą statusu, a 232 przeciw; 3 głosy zostały uznane jako nieważne. Do zmiany statusu konieczne było uzyskanie co najmniej 66% głosów „za” spośród wszystkich oddanych ważnych głosów, w tym wypadku wymagana liczba głosów „za” wynosiła co najmniej 384 głosy. Oznaczało to, że status Tokelau pozostaje bez zmian. Komentatorzy wskazywali na izolację Tokelau, przeludnienie i wysoki stopień zależności od pomocy finansowej z zewnątrz jako główne powody wyboru pozostania w ściślejszej zależności od Nowej Zelandii przez mieszkańców.
Ponowne referendum odbyło się w dniach 20–24 października 2007, mimo wyższej frekwencji (oddano 697 głosów ważnych i 5 nieważnych) również nie osiągnięto wymaganej większości co najmniej 66% głosów „za” – szerszą autonomię poparło 446 głosujących (64,4%)

## Gospodarka
Tokelau jest bardzo ubogim terytorium z siłą nabywczą około 1000 USD per capita. Roczne przychody budżetu wynoszą zaledwie 500 tys. dolarów przy wydatkach rzędu 2,8 mln dolarów. Deficyt pokrywany jest dzięki pomocy Nowej Zelandii. Przychody z eksportu wynoszą 100 tys. dolarów, m.in. ze sprzedaży znaczków, kopry oraz wyrobów rękodzieła. Importuje za ponad 300 tys. dolarów żywność, materiały budowlane oraz paliwo. Głównym partnerem handlowym jest Nowa Zelandia.
Lokalny przemysł działa na niewielką skalę. Podstawowe produkty rolnictwa to orzech kokosowy, kopra, drzewo chlebowe, papaja i banany. Na wyspach hoduje się świnie, drób i kozy.
Znaną działalnością Tokelau jest sprzedaż domeny internetowej .tk.
Kolejną rzeczą która wyróżnia ten malutki kraj jest fakt że w całości jest zasilany energią słoneczną, jako pierwsze państwo na świecie. Udało się przy tym osiągnąć duży efekt ekologiczny, gdyż do tej pory energia elektryczna w tym kraju była produkowana przez generatory Diesla – a więc jedno z mniej ekologicznych i droższych rozwiązań. Dziennie spalało się tam 200 litrów oleju napędowego, co rocznie oznacza 2 tysiące baryłek – a więc koszt jednego miliona dolarów nowozelandzkich. Mimo tego prąd był tam dostępny tylko przez 15 do 18 godzin dziennie i występowały częste przerwy w jego dopływie.

## Demografia
Wyspy zamieszkuje 1499 mieszkańców pochodzenia polinezyjskiego. Posługują się lokalnym językiem tokelau oraz angielskim. Izolacja sprawia, że wyspy są słabo rozwinięte ekonomicznie. To znowu przyczynia się do wzrostu emigracji mieszkańców do Nowej Zelandii. Liczba mieszkańców zmniejsza się co roku o około 0,9%.

### Religia
Struktura religijna kraju w 2016 roku według CIA:
- protestanci:
  - kongregacjonaliści – 50,4%,
  - prezbiterianie – 5,9%,
- katolicy – 38,7%
- pozostali chrześcijanie – 4,2%,
- nieokreśleni – 0,8%.

## Źródła
- Australia, Oceania, Antarktyda, przew. komitetu redakcyjnego prof. Stanisław Leszczycki, PW Wiedza Powszechna, Warszawa 1971, wyd. II
- Encyklopedia Geograficzna Świata t. I Australia, Oceania, Antarktyda, AW Opres i PPWK, Kraków 1995, ISBN 83-85909-14-1.
- Strona rządu Tokelau. [dostęp 2017-07-09].